# Sergil chez les filles
Série Inspecteur Sergil
Sergil et le Dictateur
(1948)
Pour plus de détails, voir Fiche technique et Distribution.
Sergil chez les filles est un film policier français réalisé par Jacques Daroy et sorti en 1952.
C'est le troisième film de la série Sergil, après l'Inspecteur Sergil (1947) et Sergil et le Dictateur (1948).

## Synopsis
La femme de chambre d'un bordel clandestin de Marseille est retrouvée assassinée. L'inspecteurs Sergil, chargé de l'enquête emploiera des méthodes quelque peu particulières afin de démasquer l'assassin.

## Fiche technique
- Réalisation : Jacques Daroy, assisté de Jean-Loup Pellecuer et Max Pécas
- Scénario, adaptation et dialogues : Jacques Daroy, d'après son propre roman (publié sous le nom de Jack Rey[1])
- Décors : Paul Laurenti
- Photographie : Pierre Levent, Henri Moiroud
- Opérateur : Marcel Devries, assisté de Bob Pater et Bicciotti
- Musique : Marceau Van Hoorebeke et Jean Yatove
- Parolier de la chanson : Jacques Rey
- La chanson La Valse du bonheur est interprétée par Fiorina Manzon
- Montage : Jeanne Rongier, assistée d'Andrée Marciani
- Son : Marcel Royné
- Perchman : Paul Zaccaro
- Maquillage : Arthur Margossian, assisté de Janine Lagrange
- Script-girl : Raymonde Bourrely
- Régisseur : Marcel Correnson, assisté de Dominique Padovani
- Régisseur extérieur : Henri Garzia
- Accessoiriste : Paul Latière
- Habilleuse : Marcelle Després
- Tournage du 19 novembre 1951 au 2 janvier 1952
- Société de production : Films Paradis, Filmonde
- Chef de production : Jacques Daroy, Jean-Loup Pellecuer
- Administrateur : Pierre Pellecuer
- Directeur de production : Charles Pons
- Secrétaire de production : Huguette Robert
- Recorder : Guilbot
- Société de distribution : Filmonde
- Enregistrement : Western Electric - Mixage R.C.A
- Laboratoire : Eclair
- Format : Noir et blanc  - 35 mm - Son mono
- Genre : Film policier
- Durée : 92 min
- Première présentation :
  -  France - 6 juin 1952
- Visa d'exploitation : 12180

## Distribution
- Paul Meurisse : l'inspecteur Sergil
- Claudine Dupuis : Élisabeth « Lily » Poirier
- Albert Dinan : l'inspecteur Léon, adjoint de Sergil
- René Sarvil : Gaston Brivaut, commerçant et trafiquant
- Henri Arius : Fernand, le patron de la maison
- Colette Deréal : Mireille Bérichou, dite Bouche-en-cœur, une fille
- Michel Ardan : Mario, un chef de gang
- Annie Hémery : Irène, la patronne de la maison
- Yves Strauss : le petit garçon des « Grandier »
- Arnaudy
- Ginette Baudin
- Pierre Clarel
- Georges Koulouris
- Jean Daniel
- Cécilia Bert
- Colette Mayer
- Perrachia
- Yvonne Clairy
- Raoul Keller
- Marie Rémi
- Max Mouron